# 64e Reservekorps (Wehrmacht)
Het Duitse 64e Reservekorps (Duits: Generalkommando LXIV. Reservekorps) was een Duits legerkorps van de Wehrmacht tijdens de Tweede Wereldoorlog. Het korps werd alleen ingezet in Frankrijk, als bezettingsmacht en kustverdediging.

## Krijgsgeschiedenis

### Oprichting
Het 64e Reservekorps werd opgericht op 24 september 1942 in Wehrkreis VIII in de Grenadierkazerne in Breslau-Carlowitz.

### Inzet
Op 2 oktober werd het korps op transport gezet naar Dijon en kwam daar 6 oktober aan. Het korps begon op 8 oktober aan zijn taak, het leiden van de Reservedivisies onder OB West. Deze divisies werden langs de Demarcatielijn opgesteld als volgt: 157e Reservedivisie in Besançon, 165e Reservedivisie in Dijon en 182e Reservedivisie in Nancy. Na de start van de geallieerde invasie in Noord-Afrika (Operatie Torch) op 8 november 1942, werd het sein gegeven drie dagen later de Demarcatielijn te overschrijden en Vichy-Frankrijk in te nemen. Vervolgens werd de 157e Reservedivisie in het nieuw bezette gebied gelegerd. Het korps bleef nu meer dan een jaar in zijn posities. Pas op 27 januari 1944 werd het stafkwartier verplaatst, naar Brussel. Hier bleef het korps de volgende vijf maanden. Het korps werd vervolgens midden juni 1944 verplaatst naar het Zuidwesten van Frankrijk, met stafkwartier bij Dax in Aquitanië en verving daar het 86e Legerkorps.

Het 64e Reservekorps werd op 5 augustus 1944 in Dax omgedoopt in 64e Legerkorps.

## Bovenliggende bevelslagen
| Leger              | Legergroep          | Plaats/regio    | Begin             | Eind             |
| ------------------ | ------------------- | --------------- | ----------------- | ---------------- |
| --                 | Chef H Rüst und BdE | Wehrkreis VIII  | 24 september 1942 | 19 november 1942 |
| direct onder bevel | Heeresgruppe D      | Dijon           | 19 november 1942  | 27 januari 1944  |
| direct onder bevel | Heeresgruppe B      | Brussel         | 27 januari 1944   | april 1944       |
| 15. Armee          | Heeresgruppe B      | Noord-Frankrijk | mei 1944          | midden juni 1944 |
| 1. Armee           | Heeresgruppe B      | Aquitanië       | midden juni 1944  | 5 augustus 1944  |

## Commandanten
| Rang                 | Naam       | Begin             | Eind            |
| -------------------- | ---------- | ----------------- | --------------- |
| General der Pioniere | Karl Sachs | 24 september 1942 | 5 augustus 1944 |